# Governo Fanfani V
Il Governo Fanfani V è stato il quarantunesimo esecutivo della Repubblica Italiana, il sesto e ultimo dell'VIII legislatura.
Il governo rimase in carica dal 1º dicembre 1982 al 4 agosto 1983, per un totale di 246 giorni, ovvero 8 mesi e 3 giorni.
Il governo ottenne la fiducia dal Senato il 13 dicembre 1982 con 176 voti favorevoli e 116 contrari.
Il governo ottenne la fiducia dalla Camera il 16 dicembre 1982 con 349 voti favorevoli e 244 contrari.
Diede le dimissioni il 29 aprile 1983 allorquando, dopo mesi di rapporti tesi nella maggioranza, il Comitato Centrale del PSI riunitosi il 22 aprile deliberò l'uscita del partito dal governo al fine di provocare lo scioglimento anticipato delle camere, che infatti fu decretato il 4 maggio.

## Storia
Ultimo esecutivo dell'VIII legislatura il quinto governo Fanfani nasce nel clima di incertezza che ha portato alla seconda caduta di Giovanni Spadolini. I rapporti tra i partiti rimangono infatti tesi nonostante si sia deciso di rinnovare la composizione della lista dei ministri (nove esordienti) e lasciare fuori i ministri Andreatta e Formica. I contrasti sulle misure economiche minano da subito la stabilità della maggioranza a quattro e il logoramento dell'alleanza si accentua con l'inchiesta del panino e la decimazione della giunta comunale socialista di Torino, dieci arresti per interesse privato in atti di ufficio e associazione per delinquere.

## Compagine di governo

### Sostegno parlamentare
| Camera dei deputati | Camera dei deputati | Seggi                  |
| ------------------- | --- | ---------------------- |
|                     | Democrazia Cristiana Partito Socialista Italiano Partito Socialdemocratico Italiano Partito Repubblicano Italiano Partito Liberale Italiano Südtiroler Volkspartei Union Valdôtaine Totale Maggioranza | 262 62 20 17 9 4 1 375 |
|                     | Partito Comunista Italiano Movimento Sociale Italiano Partito Radicale PdUP per il comunismo Totale Opposizione                                                                                        | 201 30 18 6 255        |
| Totale              | Totale | 630                    |

| Senato della Repubblica | Senato della Repubblica | Seggi              |
| ----------------------- | --- | ------------------ |
|                         | Democrazia Cristiana Partito Socialista Italiano Partito Socialdemocratico Italiano Partito Repubblicano Italiano Partito Liberale Italiano Südtiroler Volkspartei Union Valdôtaine Totale Maggioranza | 138 32 9 7 2 1 191 |
|                         | Partito Comunista Italiano Movimento Sociale Italiano Partito Radicale Totale Opposizione | 109 13 2 124       |
| Totale                  | Totale | 315                |

### Appartenenza politica
- Democrazia Cristiana (DC), Presidente del Consiglio, 13 ministri e 28 sottosegretari
- Partito Socialista Italiano (PSI), 8 ministri e 16 sottosegretari
- Partito Socialista Democratico Italiano (PSDI), 4 ministri e 4 sottosegretari
- Partito Liberale Italiano (PLI), 2 ministri e 3 sottosegretari.

### Provenienza geografica
| Regione               | Presidente | Ministri | Sottosegretari | Totale |
| --------------------- | ---------- | -------- | -------------- | ------ |
| Toscana               | 1          | 1        | 2              | 4      |
| Lombardia             | -          | 4        | 6              | 10     |
| Piemonte              | -          | 4        | 4              | 8      |
| Puglia                | -          | 3        | 5              | 8      |
| Veneto                | -          | 2        | 5              | 7      |
| Campania              | -          | 1        | 6              | 7      |
| Lazio                 | -          | 3        | 3              | 6      |
| Calabria              | -          | 3        | 2              | 5      |
| Sicilia               | -          | -        | 5              | 5      |
| Friuli-Venezia Giulia | -          | 1        | 3              | 4      |
| Sardegna              | -          | 1        | 3              | 4      |
| Liguria               | -          | -        | 3              | 3      |
| Basilicata            | -          | 1        | 1              | 2      |
| Marche                | -          | -        | 2              | 2      |
| Abruzzo               | -          | 1        | -              | 1      |
| Emilia-Romagna        | -          | 1        | -              | 1      |
| Trentino-Alto Adige   | -          | -        | 1              | 1      |

## Composizione
| Carica                                                                 | Titolare                              | Titolare                              | Titolare                              | Sottosegretari |
| Presidenza del Consiglio dei ministri                                  | Presidenza del Consiglio dei ministri | Presidenza del Consiglio dei ministri | Presidenza del Consiglio dei ministri | Sottosegretari di Stato alla Presidenza del Consiglio |
| ---------------------------------------------------------------------- | ------------------------------------- | ------------------------------------- | ------------------------------------- | --- |
| Presidente del Consiglio dei ministri                                  |                                       |                                       | Amintore Fanfani (DC)                 | - Bruno Orsini (DC) Segretario del Consiglio dei ministri - Michele Zolla (DC) (dal 02/12/1982) Con delega ai servizi di sicurezza - Mario Tassone (DC) (dal 02/12/1982) Con delega agli interventi nel Mezzogiorno |
| Ministri senza portafoglio                                             |                                       |                                       |                                       | |
| Affari regionali                                                       |                                       |                                       | Fabio Fabbri (PSI)                    | Fabio Fabbri (PSI) |
| Coordinamento delle iniziativeper la ricerca scientifica e tecnologica |                                       |                                       | Pier Luigi Romita (PSDI)              | Pier Luigi Romita (PSDI) |
| Coordinamento delle politiche comunitarie                              |                                       |                                       | Alfredo Biondi (PLI)                  | Alfredo Biondi (PLI) |
| Coordinamento della protezione civile                                  |                                       |                                       | Loris Fortuna (PSI)                   | Loris Fortuna (PSI) |
| Funzione pubblica                                                      |                                       |                                       | Dante Schietroma (PSDI)               | Dante Schietroma (PSDI) |
| Interventi straordinari nel Mezzogiorno                                |                                       |                                       | Claudio Signorile (PSI)               | Claudio Signorile (PSI) |
| Rapporti col Parlamento                                                |                                       |                                       | Lucio Abis (DC)                       | Lucio Abis (DC) |
| Ministero                                                              | Ministri                              | Ministri                              | Ministri                              | Sottosegretari di Stato |
| Affari esteri                                                          |                                       |                                       | Emilio Colombo (DC)                   | - Bruno Corti (PSDI) - Raffaele Costa (PLI) - Mario Fioret (DC) - Roberto Palleschi (PSI) |
| Interno                                                                |                                       |                                       | Virginio Rognoni (DC)                 | - Marino Corder (DC) - Angelo Maria Sanza (DC) - Francesco Spinelli (PSI) |
| Grazia e giustizia                                                     |                                       |                                       | Clelio Darida (DC)                    | - Giuseppe Gargani (DC) - Gaetano Scamarcio (PSI) |
| Bilancio e programmazione economica                                    |                                       |                                       | Guido Bodrato (DC)                    | - Alberto Aiardi (DC) |
| Finanze                                                                |                                       |                                       | Francesco Forte (PSI)                 | - Giuseppe Caroli (DC) - Antonio Carpino (PSI) - Alberto Ciampaglia (PSDI) - Paolo Enrico Moro (DC) |
| Tesoro                                                                 |                                       |                                       | Giovanni Goria (DC)                   | - Carlo Fracanzani (DC) - Manfredo Manfredi (DC) - Giuseppe Pisanu (DC) - Angelo Tiraboschi (PSI) |
| Difesa                                                                 |                                       |                                       | Lelio Lagorio (PSI)                   | - Bartolomeo Ciccardini (DC) - Francesco Mazzola (DC) - Martino Scovacricchi (PSDI) |
| Pubblica istruzione                                                    |                                       |                                       | Franca Falcucci (DC)                  | - Giuseppe Fassino (PLI) - Maria Magnani Noya (PSI) - Giorgio Santuz (DC) |
| Lavori pubblici                                                        |                                       |                                       | Franco Nicolazzi (PSDI)               | - Piergiovanni Malvestio (DC) - Enrico Quaranta (PSI) |
| Agricoltura e foreste                                                  |                                       |                                       | Calogero Mannino (DC)                 | - Mario Campagnoli (DC) - Fabio Maravalle (PSI) |
| Trasporti                                                              |                                       |                                       | Mario Casalinuovo (PSI)               | - Niccolò Grassi Bertazzi (DC) - Giuseppe Reina (PSI) - Enrico Rizzi (PSDI) |
| Poste e telecomunicazioni                                              |                                       |                                       | Remo Gaspari (DC)                     | - Francesco Colucci (PSI) - Salvatore Urso (DC) |
| Industria, commercio e artigianato                                     |                                       |                                       | Filippo Maria Pandolfi (DC)           | - Giuseppe Avellone (DC) - Enrico Novellini (PSI) - Francesco Rebecchini (DC) |
| Sanità                                                                 |                                       |                                       | Renato Altissimo (PLI)                | - Francesco Quattrone (DC) - Mario Raffaelli (PSI) |
| Commercio con l'estero                                                 |                                       |                                       | Nicola Capria (PSI)                   | - Edoardo Speranza (DC) |
| Marina mercantile                                                      |                                       |                                       | Michele Di Giesi (PSDI)               | - Giovanni Nonne (PSI) - Francesco Patriarca (DC) |
| Partecipazioni statali                                                 |                                       |                                       | Gianni De Michelis (PSI)              | - Silvestro Ferrari (DC) - Delio Giacometti (DC) |
| Ministero del lavoro e della previdenza sociale                        |                                       |                                       | Vincenzo Scotti (DC)                  | - Mario Costa (DC) - Angelo Gaetano Cresco (PSI) - Pino Leccisi (DC) |
| Beni culturali e ambientali                                            |                                       |                                       | Nicola Vernola (DC)                   | - Francesco Parrino (PSDI) |
| Turismo e spettacolo                                                   |                                       |                                       | Nicola Signorello (DC)                | - Giuseppe Ferralasco (PSI) |

## Cronologia

### 1982

#### Novembre

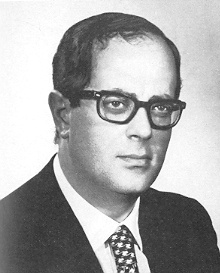
Silvano Labriola

- 15-17 novembre: il capo dello stato avvia le consultazioni. Nella maggioranza uscente la DC candida Amintore Fanfani, il PSI rivendica l'incarico per Bettino Craxi. Il PSDI e il PLI sono per il proseguimento dell'esperienza a cinque ma il PRI accarezza l'idea di non entrare nella maggioranza. All'opposizione il PCI è contrario ed elezioni anticipate ma chiede un governo composto da facce nuove per quanto resta della legislatura; i radicali e il MSI chiedono elezioni anticipate, il PDUP si schiera per un'alternativa di sinistra.
Il governatore della Banca d'Italia, Carlo Azeglio Ciampi, preme intanto sul problema della legge finanziaria e del bilancio, che non potranno essere approvati entro il termine costituzionale del 31 dicembre. Il ricorso all'esercizio provvisorio e la probabilità che il nuovo governo non accetti la manovra messa a punto da Spadolini, porterà il debito pubblico ad almeno 100.000 miliardi.
Pertini affida l'incarico di formare il nuovo governo a Fanfani, subito osteggiato da socialisti e socialdemocratici. I primi, sostiene Silvano Labriola, potrebbero accettarlo a condizione che si formi un governo a tempo, che si occupi dei problemi più immediati. La direzione DC lancia un ultimatum: o Fanfani o le elezioni.[8]
- 18 novembre: i cinque partiti della maggioranza uscente si dichiarano favorevoli a ricostituire il pentapartito, coi repubblicani che condizionano l'appoggio al mantenimento del programma economico dei governi di Spadolini. Si parla anche di un governo istituzionale, una riedizione della solidarietà nazionale dove il PCI sostiene la maggioranza a cinque.[9]
- 19 novembre: direzione nazionale PRI: piena realizzazione del programma economico dei due governi precedenti, rafforzamento dei poteri del presidente del consiglio e assoluta fedeltà atlantica sono le condizioni dei repubblicani per entrare nella maggioranza. Sono indicati Spadolini al ministero degli esteri e Visentini al tesoro unificato col bilancio.
Fanfani si incontra col governatore della Banca d'Italia: emergono le ipotesi di recuperare l'ipotesi di Nino Andreatta per un blocco a tempo di prezzi e salari e una patrimoniale sui grandi redditi.[10]

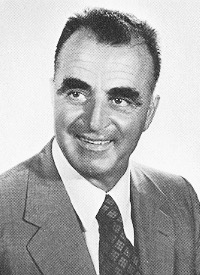
Oddo Biasini

- 23 novembre: Camera e Senato si riuniscono per discutere, rispettivamente, il decreto sulle misure fiscali (che decade il 31 dicembre) e la modifica delle aliquote dell'IVA (decade il 3 dicembre).
Fanfani riceve quattro sì per la formazione del nuovo governo. Il segretario repubblicano, Oddo Biasini, mantiene le proprie riserve e attende di visionare la bozza del programma.[11]
- 25 novembre: Fanfani presenta il programma del risanamento economico ai partiti, che reagiscono con pareri contrastanti. Se c'è un accordo sugli obiettivi manca quello sulle scelte. PSI e PSDI si dimostrano restii ad appoggiare interventi che incidono su salari, stipendi e spesa sociale. Emanuele Macaluso scrive su l'Unità che il documento, accolto con entusiasmo da Confindustria, istiga ad un vero e proprio scontro sociale.[12]

#### Dicembre
- 1º dicembre: dopo due rinvii per la messa a punto del programma Fanfani scioglie la riserva e comunica una lista che vede otto ministri al primo incarico di governo. Esclusi Andreatta e Formica, i ministeri economici sono affidati a Guido Bodrato (bilancio), Giovanni Goria (tesoro) e Francesco Forte (finanze). Polemiche per l'esclusione di Giuseppe Zamberletti dalla guida della protezione civile, affidata a Loris Fortuna.
- 3 dicembre: il senatore Tommaso Morlino sostituisce Fanfani alla presidenza del senato coi soli voti contrari di radicali e missini.[13]. Il Presidente del Consiglio Fanfani partecipa con i ministri Colombo, Goria e Biondi al vertice della CEE a Copenaghen fino al 4 dicembre.
- 10-16 dicembre: Fanfani presenta il governo alle camere. L'esecutivo proroga al 20 gennaio la data limite per la correzione in autonomia della scala mobile da parte di industriali e sindacati, ma non specifica le misure che saranno adottate in caso contrario. Rimane sostanzialmente in piedi la manovra Spadolini sfrondata dai provvedimenti singolarmente avversati dai partiti. Confermate la tassa una tantum sugli immobili (1.500 miliardi per gli enti locali), e il prelievo sui redditi diversi dal lavoro dipendente (5.500 miliardi). Saranno istituiti nuovi ticket su visite mediche e ricoveri. Prevista la costruzione di 235.000 nuovi alloggi per 250.000 posti di lavoro e 600 miliardi di stanziamento.
Al Senato l'esecutivo ottiene la fiducia con 176 voti a favore e 116 contrari, alla camera con 349 voti a favore e 244 contro. In entrambe le votazioni i repubblicani si astengono.[14]
- 19 dicembre: in una intervista a La Stampa il ministro del tesoro, Giovanni Goria, quantifica il debito estero dell'Italia in 30 milioni di dollari, circa 4 milioni di lire a famiglia, e lamenta che dal tesoro italiano si prelevano mediamente 70.000 miliardi in più di quanto riesce a incassare. Per il ministro è tempo di una quaresima economica che consenta di far scendere l'inflazione al 13%, ed anche tempo di dare meno soldi ai comuni, che dovranno ricorrere in caso di necessità ad una imposizione autonoma.[15]
- 21 dicembre: consiglio dei ministri: sono riconfermate le addizionali dell'80% sul bollo auto e dell'8% su IRPEF e ILOR, definite provvisorie dal precedente governo. Viene ritoccata a un +33% la rendita catastale (fondo per i trasferimenti agli enti locali) e resta in vigore senza variazioni l'imposta locale sui redditi.
- 22 dicembre: consiglio dei ministri: un previsto ribasso del prezzo della benzina non entra in vigore per la decisione del governo di assorbirlo in una ulteriore imposta di fabbricazione di 21 lire che, secondo il ministro delle finanze, andrà a finanziare una parte degli sgravi fiscali ai lavoratori dipendenti. Deciso anche un aumento del 25% delle tariffe elettriche, suddiviso nei sei bimestri del 1983.[16]
- 27 dicembre: in vista del consiglio dei ministri fissato per il 30 dicembre nella maggioranza c'è pieno disaccordo sulla manovra da 15.000 miliardi. Sull'una tantum si contrappongono la DC (favorevole) e il PSI (contrario con l'appoggio del PLI); più sfumate, ma ugualmente contrapposte, le posizioni sull'aumento dell'imposta sui depositi bancari, i ticket e il non pagamento del primo giorno di malattia.Il ministro delle finanze, Francesco Forte, si dichiara convinto che prima delle nuove tasse ci si dovrebbe impegnare a introdurre l'obbligo dei registratori di cassa, il potenziamento delle dogane e la piena applicazione della legge che consente l'arresto degli evasori fiscali, misure che consentirebbe un sicuro rastrellamento di 10.000 miliardi contro i 5.500 dell'una tantum.[17]
- 30 dicembre: consiglio dei ministri: il governo vara una prima parte della manovra economica, per un valore di 6.750 miliardi.
Il ministro delle finanze fissa per decreto i criteri degli accertamenti fiscali per il 1983; la lista comprenderà i contribuenti che nel triennio 1977-79 hanno dichiarato redditi d'impresa o lavoro autonomo in cui risulta un rapporto redditi-ricavi anomali, che hanno acquistato immobili o effettuato compravendite di terreno o che siano stati sottoposti ad accertamenti sull'IVA.

### 1983

#### Gennaio

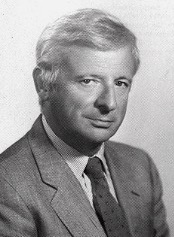
Francesco Forte

- 4 gennaio: il ministro delle finanze e i sindacati raggiungono un'intesa sulla misure che saranno adottate dal governo qualora si raggiunga l'accordo sulla scala mobile entro il 20 gennaio. L'esecutivo si impegna ad approvare un decreto legge che prevede la stabilità delle trattenute in busta paga mediante una riduzione delle aliquote sulla base del tasso di inflazione, e una riduzione da 32 a 8 degli scaglioni d'imposta.
Sulla base del piano energetico nazionale approvato nel 1978 Fanfani firma il decreto per la ristrutturazione della rete distributiva dei carburanti, rimasta bloccata da un provvedimento del governo Forlani; entro il 31 marzo dovranno chiudere i distributori che erogano meno di centomila litri l'anno, che sono circa 5.500. Il ministro dell'industria potrà inoltre revocare le concessioni degli impianti che non si adeguano alla media stabilita.[18]
- 7 gennaio: consiglio dei ministri: viene varata la seconda fase della manovra, con alcune novità che ne mitigano le conseguenze. Il mancato pagamento del primo giorno di malattia in favore dell'INPS viene rinviato al negoziato sul costo del lavoro tra sindacati e imprenditori; l'indennità di malattia e maternità sarà erogata in relazione al lavoro prestato con un minimo di 30 assenze retribuite; aumentano del 16% i contributi dei lavoratori autonomi. Sul fronte sanitario viene fissato un ticket del 20% sui medicinali, ridotto al 5% per chemioterapici e antibiotici, con una tassa aggiuntiva di 1.500 lire per ogni ricetta. I medicinali di emergenza e i trattamenti di lunga durata non saranno sottoposti a sovrapprezzo.[19]
- 10 gennaio: emergono i primi disaccordi nella maggioranza sull'approvazione della legge finanziaria e dei decreti di fine anno. Il PSDI annuncia numerosi emendamenti sulla sopratassa per gli immobili, ma discute anche la proposta di Antonio Pala, assessore socialdemocratico al comune di Roma, che mira a sostituirla con un condono per gli abusi edilizi minori, al cui ricavo si aggiungono 560 miliardi di risarcimenti che il Campidoglio intende chiedere a 43 costruttori già condannati per la realizzazione di reti fognarie, collettori, depuratori e pubblica illuminazione, oltre che per il trasporto pubblico, nei quartieri abusivi. Il segretario liberale, Valerio Zanone, che annuncia a sua volta proposte di modifica, aggiunge che la DC deve decidere una volta per tutte se debba contare di più il suo rapporto di antagonismo col PCI o di alleanze coi partiti democratici.[20]

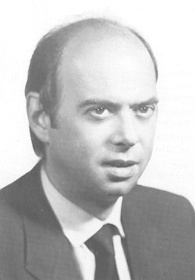
Renato Altissimo

- 12 gennaio: si svolge un vertice tra le delegazioni di socialisti, socialdemocratici e liberali cui prendono parte i ministri Francesco Forte, Franco Nicolazzi e Renato Altissimo. La riunione mira a concordare le proposte di modifica alla manovra economica ma dalla direzione del PSDI emerge la necessità di un piano comune dei tre partiti per aggirare l'intenzione della DC di dividerli ed emarginarli. La riunione si svolge nello stesso giorno in cui la Gazzetta Ufficiale pubblica i quattro decreti legge approvati il 30 dicembre.[21]
- 13-14 gennaio: come i suoi predecessori anche Fanfani deve affrontare le divisioni della maggioranza con una verifica dei rapporti tra la DC e i partner di governo. A scatenare i problemi una dichiarazione del segretario democristiano, Ciriaco De Mita (poi smentita da il Popolo) che ha minimizzato il ruolo di laici e socialisti per esaltare quello del PCI. Da Washington, dove si è recato in visita ufficiale, De Mita ridimensiona la polemica affermando che i partiti della maggioranza sono alternativi al PCI, che sta e deve rimanere all'opposizione.
Le agenzie di stampa diffondono una dichiarazione rilasciata da Craxi a l'Espresso contro la DC, accusata di radicalizzare i problemi della maggioranza per spostare a destra l'asse di governo, e contro il PCI, che li esaspera agitando la piazza. L'agenzia Adnkronos smentisce che il segretario socialista abbia rilasciato tale intervista ma Craxi, raggiunto al telefono, conferma di aver contestato ai due partiti un primato che si traduce col clientelismo democristiano e il massimalismo socialista, e rinvia al suo discorso di Parma ulteriori chiarificazioni.[22]

Enrico Berlinguer

- 16 gennaio: con un articolo pubblicato su La Stampa Giorgio La Malfa pone tre domande al ministro delle finanze: l'ex titolare del bilancio, a nome del PRI, chiede quale sarà l'atteggiamento del governo sugli sgravi fiscali concordati coi sindacati; come intende gestire il tetto del fabbisogno di bilancio a 70.000 miliardi, 10.000 in più di quello che ha predisposto assieme a Nino Andreatta, dal momento che gli sgravi, se applicati, comporteranno un ulteriore aumento a 80.000 miliardi; a quale riduzione del tasso di inflazione il governo pensa di scendere quando il disavanzo si colloca presumibilmente a 70.000 miliardi e più realisticamente a 80.000.
Craxi pronuncia a Parma l'annunciato discorso che lascia deluso chi sperava che il segretario socialista avesse deciso di aprire immediatamente la crisi di governo e la strada verso le elezioni anticipate. Dopo un pesante attacco a De Mita e Berlinguer, accusati di aver gettato la politica italiana "nel marasma", Craxi difende l'operato del ministro socialista delle finanze e assicura a Fanfani la piena disponibilità del PSI fino a primavera. Riferendosi ad una intervista di Ciriaco De Mita al settimanale Il Mondo sostiene che, portata a compimento la manovra, ogni partito dovrà riprendere la sua strada per stringere nuove alleanze senza egemonie e contro il progetto di ristabilire il primato e l'egemonia della DC.[23]
- 17 gennaio: dopo un iter di due anni, costellato di veti incrociati tra favorevoli e contrari, e il solo voto contrario del MSI, la commissione finanze della camera approva in sede deliberante il disegno di legge che introduce l'uso del registratore di cassa. Dall'obbligo di rilasciare lo scontrino fiscale (scaglionato fino a tutto il 1985 secondo criteri di reddito) sono esentati i tabaccai (per i soli generi di monopolio), i benzinai, i giornalai e le categorie già soggette all'obbligo della ricevuta fiscale. Previsto un contributo per l'acquisto dell'apparecchio. Previste sanzioni amministrative e penali per la manomissione o la mancata installazione.[24]
- 23 gennaio: con tre giorni di ritardo sul limite fissato dal governo al ministero del lavoro viene firmato l'accordo di riforma della scala mobile, che prevede tra l'altro: tre provvedimenti urgenti del governo per la modifica dell'IRPEF, l'istituzione di un assegno integrativo per i figli a carico di età non superiore ai 18 anni (modulato sul reddito familiare) e per la fiscalizzazione degli oneri sociali a carico delle imprese secondo l'incidenza raggiunta a tutto il 1982. Ulteriori impegni dell'esecutivo riguardano la diminuzione delle tariffe elettriche per le utenze domestiche, e il contenimento delle tariffe e dei prezzi nei limiti del 13% per il 1983. I partiti della maggioranza per una volta si dimostrano uniti nell'esprimere soddisfazione. Tra le opposizioni si dichiarano contrari Democrazia Proletaria e PDUP e MSI, cauti i comunisti, contrariati i repubblicani per aver abbandonato i termini faticosamente raggiunti da Spadolini.[25]
- 26 gennaio: Ennio Brion, titolare della Brionvega, attacca il governo sull'imposta del 16% sulla vendita di televisori. Secondo l'imprenditore trevigiano le difficoltà che ha introdotto ai produttori italiani hanno acutizzato la concorrenza straniera (Philips, Nordmende, Grundig), che dispone di finanziamenti pubblici rispetto alle possibilità offerte della R.EL. ai costruttori italiani.[26]

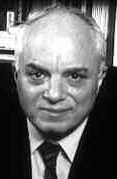
Umberto Colombo

- 27 gennaio: consiglio dei ministri: il presidente dell'Eni, Umberto Colombo, viene rimosso dal suo incarico. Il provvedimento giunge dopo un mese di polemiche e accuse incrociate tra il PSI e gli altri partiti della maggioranza, avviate col fallimento dell'accordo tra l'ente petrolifero italiano e la Occidental di Los Angeles per lo sfruttamento delle risorse petrolifere del mare del Nord e delle miniere di carbone della Island Creek Coal Company, e per l'affare Eni-Petromin. Dopo il succedersi di quattro presidenti e due commissari in due anni viene nominato commissario dell'ente il prof. Enrico Gandolfi, presidente della Saipem, che oppone un immediato rifiuto.
- 29 gennaio: un gruppo di scienziati italiani (tra i quali Giorgio Tecce, Edoardo Amaldi, Giorgio Salvini e Marcello Cini) indirizza una lettera di protesta al presidente della repubblica, Sandro Pertini, dove contestano le destituzione di Umberto Colombo, giudicata un atto di arroganza del potere politico, che sostituisce i vertici senza un motivo che giustifichi l'atto.
Dopo che il governo ha rinviato più volte le decisioni sul vertice dell'Eni il ministro delle partecipazioni statali, Gianni De Michelis, ufficialmente sostenuto dal PSI, porta a sorpresa a palazzo Chigi la designazione dei nuovi vertici dell'ente petrolifero. Alla presidenza è indicato Giuseppe Ratti, già uomo di fiducia di Enrico Mattei, Franco Carraro (PSI), Gianni Dell'Orto (DC) e Feliciano Adami (PSDI) sono i nuovi membri della giunta esecutiva.[27]

#### Febbraio

Gabriele Cagliari

- 1-2 febbraio: con la definitiva approvazione del senato è convertito in legge il decreto del 30 dicembre che riforma le aliquote IRPEF e istituisce nuove imposte per un gettito di circa 4.000 miliardi. Le 32 aliquote fiscali sono ridotte a 9 e si applicano su altrettanti scaglioni. Sono introdotte anche nuove detrazioni: si va da un massimo di 324.000 lire annue per i redditi fino a 9.000.000 ad un minimo di 60.000 lire per quelli che oscillano tra 15 e 16 milioni.
Il presidente del consiglio riferisce alla camera sulla vicenda dei vertici dell'Eni. Secondo Fanfani l'esecutivo ha agito correttamente in quanto il prof. Colombo ha scelto senza costrizioni di abbandonare l'ENI per assumere la presidenza dell'ENEA, ma la spiegazione è ben accolta soltanto dai socialisti. Mentre il gruppo comunista presenta una mozione di sfiducia nei confronti del ministro delle partecipazioni statali si sparge la voce che la presidenza potrebbe andare al ministro delle finanze, Francesco Forte, sul quale si sono trovati d'accordo i partiti della maggioranza.[28]
- 4 febbraio: dopo un consiglio dei ministri straordinario viene annunciata la nomina dell'economista Franco Reviglio alla presidenza dell'ENI. La giunta esecutiva è formata da Feliciano Adami, Giovanni Dell'Orto e Gabriele Cagliari.
Muore Giovanni Marcora.[29]
- 9 febbraio: col voto di fiducia della camera (334 si della maggioranza, 254 no di tutte le opposizioni) il governo chiude i risvolti politici del caso ENI ed allarga la frattura col PRI, anche se il capogruppo alla camera, Adolfo Battaglia, assicura che per i repubblicani non è un addio, ma un arrivederci. Per l'esecutivo inizia comunque un periodo difficile a causa dei decreti fiscali di San Silvestro, che devono essere approvati entro il 1 marzo e che possono rivelarsi ancora più deleteri per la stabilità della maggioranza.[30]
- 17 febbraio: direzione nazionale PRI: Giovanni Spadolini dichiara che i repubblicani non sono vedovi del suo governo, e che il partito gode di ottima salute. In merito ai decreti fiscali annuncia l'astensione dal voto finale e il sostegno alla maggioranza contro l'ostruzionismo messo in atto dal MSI per far giungere i provvedimenti alla decadenza del 1 marzo. Mentre si pensa al ricorso al voto di fiducia per gli articoli più contestati del decreto fiscale, appare destinato alla decadenza quello sulla finanza locale in discussione al senato.[31]
- 19 febbraio: il presidente del PRI, Bruno Visentini, definisce i decreti economici in discussione una necessità del momento, che non risolve i problemi che si presenteranno nel biennio 1983-1984. I costi dei provvedimenti, aggiunge, si scaricheranno sul Tesoro, con un forte aumento del disavanzo.
- 17-20 febbraio: consiglio nazionale PLI: Valerio Zanone trae un bilancio positivo della politica liberale e pone come priorità la giustizia, la trasparenza dello stato imprenditore e il superamento dell'interferenza dei partiti negli enti pubblici. Esclude il ricorso a elezioni anticipate perché, nonostante le difficoltà, si può essere ottimisti sulle sorti dell'esecutivo e si prenderanno decisioni quando sarà possibile tirare le somme della legislatura.[32]

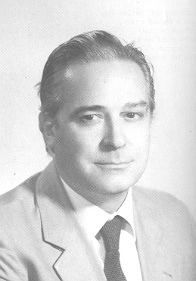
Arcangelo Lobianco

- 20-22 febbraio: mentre continua la battaglia parlamentare sui decreti fiscali l'esecutivo inciampa sul problema della vendita dell'azienda agricola Maccarese, controllata dall'IRI e in procinto di essere ceduta dalla Sofin a una cordata di imprenditori privati guidata dall'imprenditore agricolo Edro Gabellieri. Il ministro delle partecipazioni statali, Gianni De Michelis, lamenta di non essere stato informato dell'iniziativa e parla di un colpo di mano dei commissari liquidatori, che hanno agito senza autorizzazione. Arcangelo Lobianco, presidente della Coldiretti in quota DC, sostiene la volontà del ministro di cedere l'azienda alla piccola proprietà contadina piuttosto che al grande capitale ma la discussione parlamentare viene rinviata per problemi di competenza tra le commissioni agricoltura e bilancio.[33]
- 25 febbraio: alla vigilia del congresso nazionale del PCI Giulio Andreotti esce da un lungo riserbo per criticare l'ipotesi di un'alleanza tra PCI e PSI. L'ex presidente del consiglio critica l'ipotesi dell'alternativa di sinistra per richiamarsi allo spirito della solidarietà nazionale; sostenere che un 51% del parlamento, comunque messo insieme, aprirebbe la strada di un governo migliore è un errore, e si augura che i socialisti non mettano in atto una politica di divisione.[34]
- 26 febbraio: il senato approva in via definitiva il decreto tributario, sul quale il governo ha posto la fiducia. Nella versione definitiva rivaluta i coefficienti catastali per la tassa sulla casa, alzando quelli delle abitazioni signorili per compensare l'abbassamento di quelle popolari; resta al 16% l'IVA su videogiochi, impianti stereo, autoradio e macchine fotografiche, scende all'8% quella per televisori e apparecchi radio domestici; aumentate del 50% le imposte di registro su ogni tipo di concessione o licenza.[35]
- 28 febbraio: il ministro del bilancio, Guido Bodrato, assicura che per tutto l'anno non ci saranno altre manovre economiche, e nemmeno nuovi tagli alla spesa sociale. Saranno necessari aggiustamenti per evitare la crescita della spesa pubblica, che ha superato di 10.000 miliardi il limite stabilito in sede di legge finanziaria.[36]

#### Marzo
- 1 marzo: consiglio dei ministri: il governo rinnova il decreto legge sulla finanza locale e proroga a tutto il 1983 l'attività della Cassa del Mezzogiorno con uno stanziamento di 4.000 miliardi e un anticipo dei contenuti della legge di riforma, in discussione ma non ancora approvata dal parlamento. Il ministro per gli interventi straordinari nel Mezzogiorno, Claudio Signorile, precisa che vengono recepite le norme già approvate nella discussione generale in corso alla camera, e che la proroga non recepisce gli aspetti istituzionali della riforma.[37]
- 2-6 marzo: congresso del PCI: l'assise è monopolizzata dalla questione del rapporto col PSI e dalle spinte verso una democrazia interna che superi il centralismo democratico. Enrico Berlinguer sostiene nella sua relazione che l'Italia non potrà uscire dalla crisi senza i comunisti, attacca l'alleanza DC-PSI e respinge l'idea di modifiche all'ordinamento interno del partito. L'alternativa di sinistra è possibile, ma richiederà tempi lunghi. Respinte le mozioni di minoranza il documento della segreteria viene approvato praticamente all'unanimità.[38]
- 7 marzo: consiglio dei ministri: il governo deve coprire un ulteriore buco di 7.600 miliardi ma c'è disaccordo sulle misure da adottare. Viene deciso di rinviare le decisioni all'11 marzo, giorno di scadenza dei decreti sulla previdenza e la sanità, che potranno essere ripresentati apportando i necessari correttivi.
- 11 marzo: alla camera viene approvato il decreto legge sul costo del lavoro, che passa all'approvazione del senato.
Consiglio dei ministri: viene deciso di rinnovare i decreti in scadenza condensati in un unico provvedimento, Il maxi-decreto contiene alcune novità come l'aumento di imposta di 13 lire sul gasolio (che limita a 4 lire l'aumento del prezzo di vendita), la proroga dei contributi previdenziali straordinari, l'estensione della fiscalizzazione degli oneri sociali anche ai commercianti.[39]

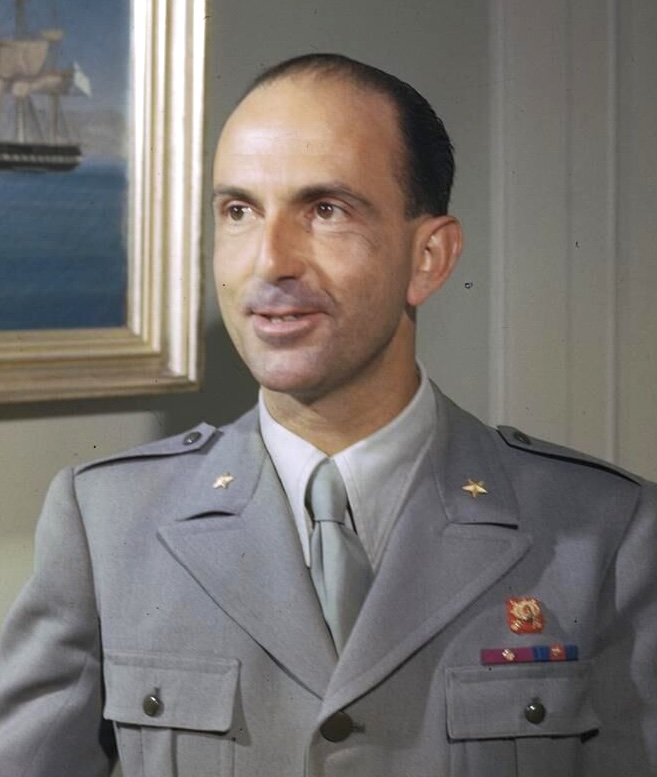
Umberto II

- 12 marzo: il presidente del consiglio annuncia una verifica di maggioranza per giugno, subito dopo le elezioni amministrative di primavera. Fanfani si dice fiducioso che il governo porterà a termine la legislatura ma nei rapporti politici si inseriscono due operazioni della magistratura; l'inchiesta del panino, un'indagine che coinvolge i membri e i dipendenti del Consiglio superiore della magistratura, della prefettura di Roma, della Cassa del mezzogiorno, dell'Istituto autonomo case popolari, ed ancora di politici di regione e provincia di Roma, accusati di aver sottratto centinaia di milioni mettendoli a bilancio come spese di rappresentanza per pranzi e cene; la decimazione della giunta comunale socialista di Torino, dieci arresti per interesse privato in atti di ufficio e associazione per delinquere. Ulteriore terreno di scontro politico è la richiesta dell'ex re Umberto II di Savoia, ormai malato terminale, di poter tornare in Italia. Indipendenti di sinistra e PDUP chiedono le dimissioni del ministro di grazia e giustizia, Clelio Darida, accusato di aver proposto lo scavalcamento della Costituzione. I contrari al rientro contestano ai Savoia di non aver mai accettato il responso referendario del 1946, atteggiamento che continua a giustificare la perdita dei diritti civili e dell'esilio.[40]
- 18 marzo: muore a Ginevra Umberto II.
Il governo viene sconfitto per tre volte alla camera su due emendamenti del PCI e uno del PDUP che aumentano la spesa complessiva di 1.400 miliardi con stanziamenti per il sud, le piccole imprese e l'agricoltura. Tensione tra i partiti della maggioranza per le numerose assenze.[41]
- 21 marzo: il ministro del bilancio, Guido Bodrato, annuncia che i 1.400 miliardi aggiunti dai tre emendamenti passati il 17 marzo saranno coperti da variazioni contabili e non da nuove tasse. Le direzioni della DC e del PSI minacciano pesanti sanzioni per i parlamentari che si assentano senza giustificato motivo.[42]
- 26 marzo: consiglio dei ministri: viene approvata la relazione generale sulla situazione economica nel 1982, nel quale si documenta che il PIL italiano non è cresciuto per il terzo anno di seguito. Il ministro del bilancio punta il dito sulla diminuzione degli investimenti, pezzi di domani sacrificati alle temporanee esigenze dell'oggi. Nella riunione, incassata l'approvazione della legge finanziaria, si decide di continuare a ricorrere al voto di fiducia anche per la discussione del bilancio dello stato per il 1983.[43]

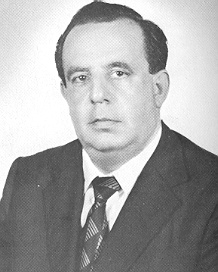
Orazio Santagati

- 28 marzo: dopo dieci giorni di votazioni ininterrotte alla camera esplodono tumulti a seguito della morte per infarto del deputato missino Orazio Santagati. Nell'occhio del ciclone finiscono i radicali e le centinaia di emendamenti che hanno presentato a scopo di ostruzionismo. Dopo una rissa tra il democristiano Antonio Marzotto Caotorta e il radicale Francesco Roccella la presidente della camera, Nilde Iotti, convoca una riunione dei capigruppo in cui il partito radicale decide di ritirare la maggioranza degli emendamenti.[44]
- 30 marzo: dopo dodici giorni e 350 votazioni la camera approva la legge finanziaria e il bilancio dello stato, che passano all'esame del senato. E mentre quest'ultimo dovrà approvarli entro il 30 aprile i deputati, con una iniziativa trasversale a tutti i partiti, si appellano alla presidente della camera affinché si lavori ad una riforma del regolamento che, tra l'altro, circoscriva l'abuso dei decreti legge, introduca la predeterminazione dei tempi di intervento e limiti il ricorso al voto segreto quando si vota sulle persone o su richiesta di un numero minimo di parlamentari.[45]

#### Aprile
- 5 aprile: un articolo anonimo su La Voce Repubblicana, attribuito a Giovanni Spadolini, definisce l'esecutivo inadatto a risanare la finanza pubblica. All'origine della considerazione un'apparente contrasto tra i ministri delle finanze e del tesoro che ricorda il contrasto tra Nino Andreatta e Rino Formica. Gli interessati smentiscono qualsiasi contrasto, ammettendo solo che esistono differenti punti di vista sulle misure da adottare, rappresentative delle diverse linee di politica economica di DC e PSI. Per i repubblicani questa contrapposizione porterà ad un aggravamento della crisi economica cui si potrebbe rimediare ricercando la soluzione nelle urne.[46]
- 8 aprile: su richiesta dell'Efim si svolge a palazzo Chigi un vertice presieduto dal presidente del consiglio, cui prendono parte i ministri delle partecipazioni statali, del tesoro e del bilancio. All'ordine del giorno la crisi del settore dell'alluminio e la cassa integrazione che pende su oltre 10.000 dipendenti del settore. Sono sbloccati 250 miliardi, che però serviranno solo a salvare i posti di lavoro e non a risolvere il problema dei debiti della MCS, la partecipata che riunisce le aziende gravata da debiti per oltre 1000 miliardi.[47]
- 12 aprile: il ministro dell'industria, Filippo Maria Pandolfi, dichiara in una intervista che la produzione industriale italiana continua a calare a un tasso sempre più crescente, e che non si prevede una ripresa prima del 1984.
In una situazione già tesa per la campagna elettorale ormai in pieno corso l'iter della riforma dei fitti divide la maggioranza tra democristiani e liberali, favorevoli ai proprietari, e socialisti che premono per garantire gli interessi degli inquilini. Nel mezzo la mediazione del ministro dei lavori pubblici, Franco Nicolazzi, contrastata da repubblicani, comunisti e missini.
- 13 aprile: il governo viene battuto alla camera sulla risoluzione di maggioranza elaborata dalla commissione di vigilanza sulla Rai per la centralità del servizio pubblico. Il risultato della votazione (221 voti contrari, 211 favorevoli, 4 astensioni) porta a calcolare ad almeno 40 i franchi tiratori che hanno votato contro la maggioranza.

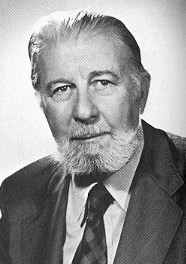
Aldo Bozzi

- 14 aprile: con un accordo tra la maggioranza e il PCI Camera e Senato approvano la risoluzione per la nomina di una commissione parlamentare incaricata di elaborare una riforma istituzionale. Presieduta dal liberale Aldo Bozzi, già membro della commissione dei 75 all'assemblea costituente, e composta da 40 commissari, dovrà elaborare entro dieci mesi una proposta da sottoporre alla discussione parlamentare.
- 15 aprile: di ritorno da una visita ufficiale in Olanda il presidente del consiglio dichiara che dopo le amministrative del 26 giugno una riflessione tra i partiti della maggioranza sarà del tutto naturale. La decisione se andare avanti, e come, o terminare anticipatamente la legislatura, dipende dai partiti e dal numero dei voti che credono di avere in cassaforte.[48]
- 18 aprile: il segretario democristiano, Ciriaco De Mita, si dichiara contrario ad abbinare alle elezioni amministrative le elezioni politiche anticipate di cui si parla con sempre maggiore insistenza. La DC, tuttavia, non si opporrà pregiudizialmente allo scioglimento delle camere se il fronte favorevole si allargasse oltre i socialisti, i repubblicani e i missini, che si sono schierati ufficialmente per tale soluzione. Mentre il ministro degli interni, Virginio Rognoni, dichiara che nulla osta tecnicamente parlando all'abbinamento (a condizione che lo scioglimento avvenga entro l'11 maggio) i fautori del proseguimento della legislatura avvertono che ci sono importanti questioni nell'agenda del parlamento.[49]
- 22-28 aprile: comitato centrale PSI: Craxi annuncia che i socialisti ritirano i loro voti al governo. La relazione del segretario è approvata sia dalla maggioranza che dalle opposizioni interne e prende di contropiede i segretari di DC, PSDI e PLI, che si chiedono come si fa a parlare bene del governo e poi metterlo in crisi. Nonostante la speranza che la crisi si ricomponga, mercé la scarsa disponibilità del capo dello stato a firmare lo scioglimento delle camere, i partiti si preparano al duplice appuntamento elettorale anche per la sconfitta del governo alla camera sul decreto-legge di proroga della Cassa del Mezzogiorno.[50]
- 29 aprile: dopo un veloce dibattito al senato Fanfani sale al Quirinale e rassegna le dimissioni.[51]